# 伯茹鎮區 (明尼蘇達州馬諾門縣)
伯茹鎮區（英語：Bejou Township）是位於美國明尼蘇達州馬諾門縣的一個行政鎮區。

## 地方資料
伯茹鎮區的面積為96.68平方千米，當中陸地面積為96.47平方千米，而水域面積為0.21平方千米。根據2020年美國人口普查的數據，當地共有人口80人，而人口密度為每平方千米0.83人。